# 평신도가정생명부
평신도가정생명부(라틴어: Dicasterium pro laicis, familia et vita)는 2016년 8월 15일 교황 프란치스코가 발표한 자의교서 《성실한 어머니》(Sedula Mater)를 바탕으로 설립되어 같은 해 9월 1일부터 공식 업무를 시작한 교황청의 부서이다. 교황은 자의교서를 통해 “성실한 어머니인 교회는 오랜 세월 동안 늘 평신도와 가정과 생명을 보살피고 돌보면서 자비로우신 구원자의 인류에 대한 사랑을 드러내어 왔다”면서 “그래서 본인은 모든 것을 신중히 고려해 교황의 권한으로 평신도와 가정과 생명에 관한 교황청 부서를 설립한다”고 밝혔다.
교황청 평신도평의회와 교황청 가정평의회를 통합한 부서로서 평신도들의 역할을 증대하고 이들의 건강한 가정생활 증진, 인간 생명을 보호하는 것이 주요 임무다. 특히 평신도들이 삶 속에서 복음의 정신을 실천할 수 있도록 돕고, 국제회의 주관 및 생명 관련 단체 지원 등을 통해 교회 안팎에서 생명의 존엄성을 증진하고 있다. 평신도가정생명부는 산하에 평신도국과 가정국 외에도 생명국을 두고 있다. 대부분들의 평신도들은 결혼 성소를 통해 그리스도인으로서의 삶을 살아가고 자녀를 낳는다. 따라서 평신도가정생명부의 각 부서별 활동은 서로 유기적으로 연결돼 있다. 또 교황청립 요한 바오로 2세 혼인과 가정대학 신학원과 교황청립 생명학술원도 산하 기관으로 두고 있다. 평신도가정생명부는 장관이 통솔하며, 평신도도 임명될 수 있는 1명의 차관과 3명의 평신도 사무국장이 장관을 보좌한다.

## 역대 장관
- 케빈 패럴 (2016년 9월 1일 ~ )